# Oʻzbekiston Superligasi
Die  Usbekische Professionelle Fußballliga (ehemals Oliy Liga; usbekisch Oʻzbekiston Professional Futbol Ligasi; russisch Профессиональная футбольная лига Узбекистана) ist die höchste Spielklasse des Vereinsfußballs in Usbekistan. Die Liga wurde 1992 gegründet, als Usbekistan von der Sowjetunion unabhängig wurde, und wird von der Usbekischen Fußball-Föderation veranstaltet. Rekordgewinner der postsowjetischen Ära ist mit 16 Titeln der amtierende Meister von 2023, Paxtakor Taschkent.
Ein bekannter Spieler, der in der usbekischen Liga zum Einsatz kam, war der FIFA-Weltfußballer des Jahres 1999, Rivaldo. Er wechselte im August 2008 zu Bunyodkor Taschkent und blieb dort bis 2010.

## Modus
Am Spielbetrieb der 1. Liga 2021 nahmen insgesamt 14 Mannschaften teil. Diese spielen in Hin- und Rückrunde jeweils gegeneinander den Meister aus. Der Meister qualifiziert sich automatisch für die Gruppenphase der AFC Champions League. Sportliche Absteiger in die 2. Liga sind die beiden Letztplatzierten der Tabelle zum Ende der Saison.

## Teilnehmende Mannschaften Saison 2025
| Verein                 | Stadt     | Heimstadion              | Kapazität |
| ---------------------- | --------- | ------------------------ | --------- |
| AGMK                   | Olmaliq   | AGMK Stadion             | 12.105    |
| FK Andijon             | Andijon   | Stadion Soglom Avlod     | 18.360    |
| Bunyodkor Taschkent    | Taschkent | Milliy-Stadion           | 34.000    |
| FK Dinamo Samarkand    | Samarqand | Sogdiana Stadium         | 11.650    |
| FK Mashʼal Muborak (N) | Muborak   | Bakhrom Vafoev Stadium   | 8.000     |
| FK Shoʻrtan Guzar (N)  | Gʻuzor    | AGMK Stadion             | 12.100    |
| Nasaf Karschi          | Qarshi    | Zentralstadion Qarshi    | 22.000    |
| Navbahor Namangan      | Namangan  | Markaziy Stadion         | 22.000    |
| Surkhon Termez         | Termiz    | Markaziy Stadium         | 21.913    |
| FK Neftchi Fargʻona    | Fargʻona  | Stadion Istiklol         | 20.000    |
| Xorazm FK (N)          | Urganch   | Xorazm Stadium           | 25.000    |
| FK Buxoro (N)          | Buxoro    | Buxoro Arena             | 22.700    |
| Paxtakor Taschkent     | Taschkent | Paxtakor-Zentral-Stadion | 35.000    |
| Qizilqum Zarafshon     | Zarafshon | Markaziy Stadion         | 22.000    |
| FK Soʻgʻdiyona Jizzax  | Jizzax    | Sogdiana Stadion         | 11.650    |
| Qoʻqon 1912 (N)        | Qoʻqon    | Kokand Markaziy Stadium  | 10.500    |

## Meister

### Ab 1992
- 1992: FK Neftchi Fargʻona und Paxtakor Taschkent
- 1993: FK Neftchi Fargʻona
- 1994: FK Neftchi Fargʻona
- 1995: FK Neftchi Fargʻona
- 1996: Navbahor Namangan
- 1997: MHSK Tashkent
- 1998: Paxtakor Taschkent
- 1999: FC Dustlik
- 2000: FC Dustlik
- 2001: FK Neftchi Farg'ona
- 2002: Paxtakor Taschkent
- 2003: Paxtakor Taschkent
- 2004: Paxtakor Taschkent
- 2005: Paxtakor Taschkent
- 2006: Paxtakor Taschkent
- 2007: Paxtakor Taschkent
- 2008: Bunyodkor Taschkent
- 2009: Bunyodkor Taschkent
- 2010: Bunyodkor Taschkent
- 2011: Bunyodkor Taschkent
- 2012: Paxtakor Taschkent
- 2013: Bunyodkor Taschkent
- 2014: Paxtakor Taschkent
- 2015: Paxtakor Taschkent
- 2016: Lokomotiv Taschkent
- 2017: Lokomotiv Taschkent
- 2018: Lokomotiv Taschkent
- 2019: Paxtakor Taschkent
- 2020: Paxtakor Taschkent
- 2021: Paxtakor Taschkent
- 2022: Paxtakor Taschkent
- 2023: Paxtakor Taschkent
- 2024: Nasaf Karschi

### Meister der Sowjetzeit
- 1926: FC Taschkent
- 1927: FC Taschkent
- 1928: FC Ferg'ona
- 1929: FC Taschkent
- 1930: FC Taschkent
- 1931–32: keine Meisterschaft
- 1933: FC Taschkent
- 1934: FC Taschkent
- 1935: FC Taschkent
- 1936: FC Taschkent
- 1937: Spartak Taschkent
- 1938: Spartak Taschkent
- 1939: Dinamo Tashkent
- 1940–47: keine Meisterschaft
- 1948: Polyarnaya Zvezda Taschkent Oblast
- 1949: Dinamo Taschkent
- 1950: Spartak Taschkent
- 1951: Spartak Taschkent
- 1952: Dinamo Taschkent
- 1953: FShM Taschkent
- 1954: Dinamo Taschkent
- 1955: ODO Tashkent (später CSKA)
- 1956: ODO Tashkent
- 1957: Mashstroi Taschkent
- 1958: Khimik Chirchik
- 1959: Mekhnat Taschkent
- 1960: Sokol Taschkent
- 1961: Sokol Taschkent
- 1962: Sokol Taschkent
- 1963: Sokol Taschkent
- 1964: Sokol Taschkent
- 1965: Sokol Taschkent
- 1966: Zvezda Taschkent
- 1967: Tashavtomash Taschkent
- 1968: Chust Namangan Oblast
- 1969: Tashkabel Taschkent
- 1970: CSKA Tashkent (früher ODO)
- 1971: Yangiaryk Khorezm Oblast
- 1972: Trud Jizzak
- 1973: Quruvchi Samarqand
- 1974: Pakhtakor Gulistan
- 1975: Zarafshan Navoi
- 1976: Traktor Taschkent
- 1977: Khiva
- 1978: Khorezm (Kolkhoz im. Narimanova)
- 1979: Khisar Shakhrisabz
- 1980: keine Meisterschaft
- 1981: Ekipress Samarkand
- 1982: Beshkent
- 1983: Tselinnik Turtkul
- 1984: Khorezm Khanki
- 1985: Shakhter Angren
- 1986: Traktor Taschkent
- 1987: Avtomobilist Fargʻona
- 1988: Selmashevets Chirchik
- 1989: Nurafshon Bukhara
- 1990: Naryn Khakulabad
- 1991: Politotdel Taschkent Oblast (später FC Dustlik)

## In anderen Ländern
- siehe Liste der höchsten nationalen Fußball-Spielklassen